# Фриш, Рагнар
Рагнар Антон Киттиль Фриш (норв. Ragnar Anton Kittil Frisch; 3 марта 1895, Христиания — 31 января 1973, там же) — норвежский экономист. Лауреат премии по экономике памяти Альфреда Нобеля 1969 года «за создание и применение динамических моделей к анализу экономических процессов».

## Биография
Родился в Осло в семье потомственных ювелиров. Прошёл обучение в ювелирной фирме, получив в 1920 патент золотых дел мастера. Одновременно по настоянию матери поступил в Университет Осло, избрав в качестве своей специальности экономику, в 1919 получил степень бакалавра. В 1926 защитил докторскую диссертацию по математической статистике и служил профессором там же. С 1932 по 1965 возглавлял Институт экономики в Осло.
Президент Эконометрического общества (1949). В честь норвежского экономиста Эконометрическим обществом с 1978 года вручается медаль Фриша.
Считается изобретателем термина «макроэкономика». Его именем названа Парадигма Фриша — Слуцкого, используемая в анализе экономических циклов.
В 1920 женился на Мари Смедаль, у них была дочь. В 1953 через год после смерти первой жены женился на Астрид Йоханнессен.
Похоронен на Западном кладбище Осло.

## Сочинения
- «Эконометрика в современном мире» (Econometrics in the World of Today, 1970).